# Loseaci, Borșciv
Loseaci (în ucraineană Лосяч) este o comună în raionul Borșciv, regiunea Ternopil, Ucraina, formată numai din satul de reședință.

## Demografie
Componența lingvistică a comunei Loseaci
     Ucraineană (99,52%)
     Alte limbi (0,48%)
Conform recensământului din 2001, majoritatea populației comunei Loseaci era vorbitoare de ucraineană (99,52%), existând în minoritate și vorbitori de alte limbi.